# Kahlenberg
Der Kahlenberg ist ein 484 m ü. A. hoher Berg im 19. Wiener Gemeindebezirk (Döbling) an der Grenze zu Klosterneuburg und der bekannteste Aussichtspunkt auf Wien. Bei der zweiten Türkenbelagerung 1683 wurde die Stadt von hier aus vom Entsatzheer befreit, woran die Josefskirche erinnert.

## Auf dem Gipfelplateau

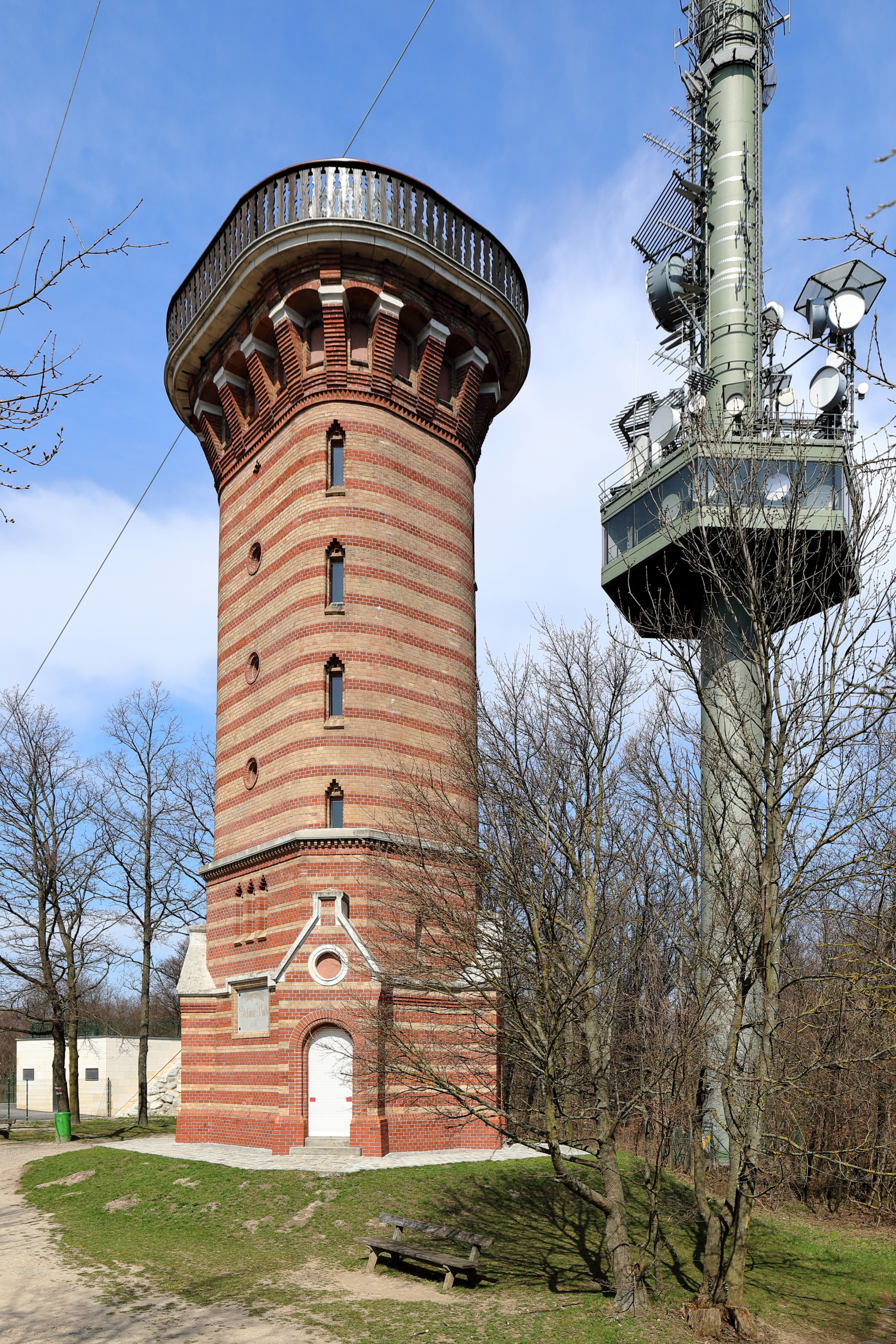
Am Gipfelplateau die Stephaniewarte, rechts davon der Sender Kahlenberg und links ein Wasserbehälter

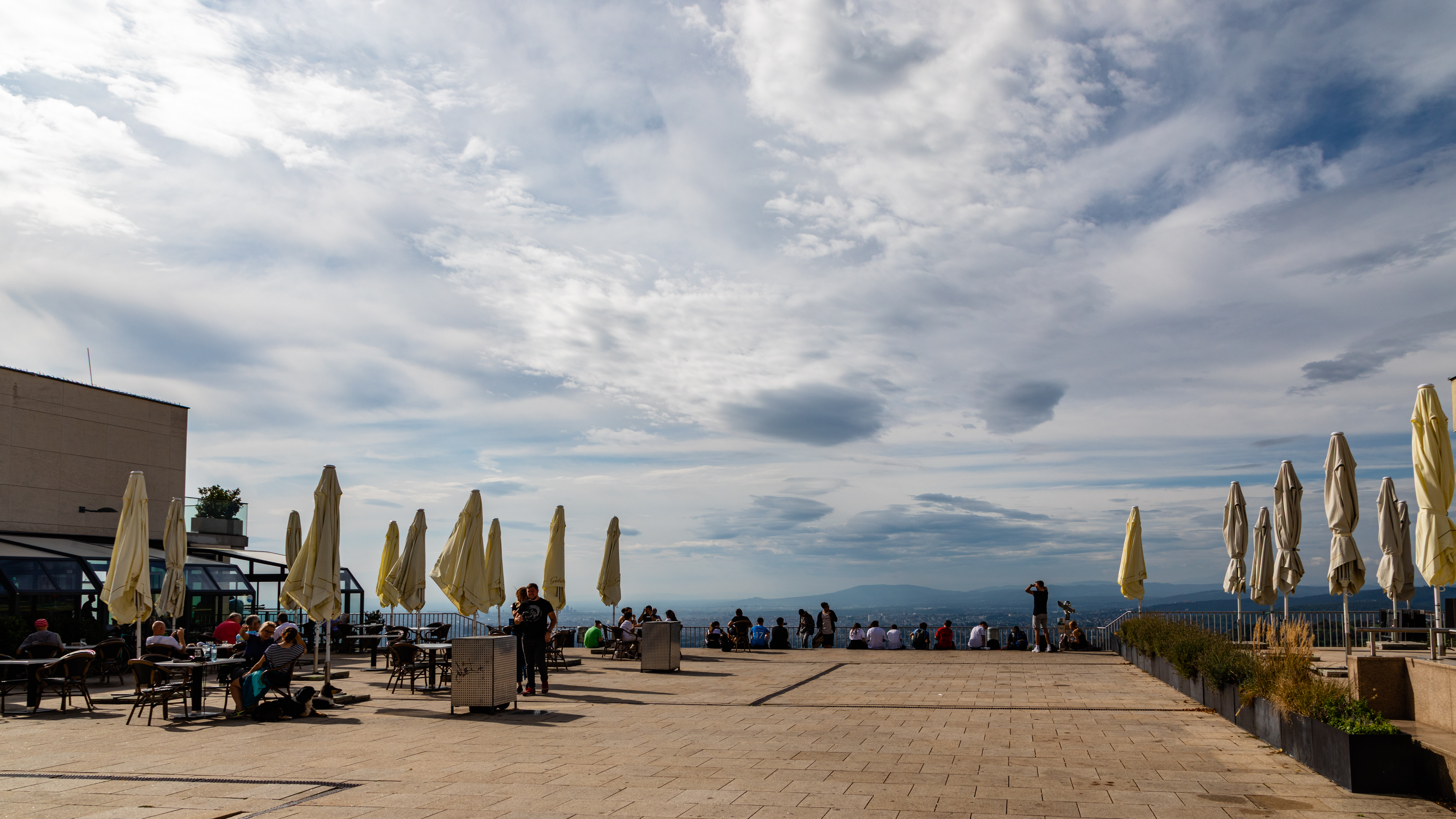
Aussichtsterrasse auf dem Kahlenberg

Der Kahlenberg gehört zum Wienerwald und ist eine Sehenswürdigkeit Wiens sowie ein traditionelles Sonntagsausflugsziel der Wiener, da man vom Kahlenberg Aussicht auf ganz Wien und bei guter Sicht bis zu den Kleinen Karpaten in der Slowakei bzw. zum Schneeberg in den Steirisch-niederösterreichische Kalkalpen hat. Sein Gipfel überragt das Wiener Becken um etwa 320 m. Von der Stefaniewarte, die sich auf dem höchsten Punkt des Berges befindet, kann man auch auf Teile Niederösterreichs sehen. Neben der Aussichtswarte, die von 1953 bis 1956 Rundfunksendeantennen trug, steht ein 165 m hoher, abgespannter Stahlrohrmast des ORF, der zur Verbreitung von TV- und UKW-Programmen sowie für Richtfunkzwecke dient. Dieser 1974 errichtete Sendemast trägt hochgelegene Betriebsräume (was für solche Konstruktionen untypisch ist) und prägt seither das Erscheinungsbild des Kahlenbergs.
Auf dem Bergplateau knapp unterhalb des Gipfels steht die kleine Kirche St. Josef, vor der sich Busstationen und ein großer Parkplatz befinden. Von dort kommt man nach wenigen Schritten zur Aussichtsterrasse an der nach Wien abfallenden Geländestufe. Hier befand sich bis etwa 2004 ein Restaurant, das der bekannte Architekt Erich Boltenstern in den 1930er-Jahren errichtet hatte. Teile dieses ehemaligen Restaurants, die alte Terrasse sowie die daran angrenzende, seit vielen Jahren leerstehende Hotelruine wurden abgerissen und stattdessen 2007 ein Appartementhaus gebaut. Gegen den Abriss gab es Widerstände des Bundesdenkmalamtes und einiger Architekten, die die Substanz des Boltenstern-Restaurantgebäudes als schützenswert erachteten.
Daneben bestehen auf dem Plateau ein (stark modernisiertes) Restaurant und eine neue Aussichtsterrasse. Als Abschluss Richtung Stefaniewarte wurde in teils alter, teils neuer Bausubstanz die Modul University Vienna, eine Privatuniversität der Wirtschaftskammer Wien etabliert, die im Wintersemester 2007/2008 ihren Betrieb aufnahm.

## Geografie und Geologie
Der Kahlenberg liegt in einem nordöstlichen Ausläufer der Ostalpen und ist geologisch der Flyschzone zugehörig, die aus Quarz- und Kalksandstein, Mergel und anderen Sedimenten zusammengesetzt ist. Der Hang zur nur 1½ km entfernten Donau hat stellenweise Neigungen von 45 bis 60 Prozent.
Östlich des Kahlenbergs liegt der Leopoldsberg, hinter dem die Wiener Pforte liegt, das Durchbruchstal der Donau. Westlich befinden sich der Reisenberg, der Latisberg und der Hermannskogel. Auf der von Wien abgewandten Seite fällt das Gelände nach Klosterneuburg ab, dem früheren Regierungssitz der Babenberger. Von Westen und Süden her windet sich die Höhenstraße in zwei Abschnitten und vielen Serpentinen durch die Wälder zum Kahlenberg hinauf. Sie ist Ausgangspunkt einiger Stadtwanderwege und quert tief eingeschnittene Täler wie die Wildgrube am Südhang des Kahlenbergs. Von dort führt sie den flacheren Nordhang hinab nach Klosterneuburg, während eine kurze Stichstraße zum benachbarten Leopoldsberg abzweigt.
Bei der letzten Kehre der von Grinzing kommenden Höhenstraße südwestlich des Gipfels liegt die Sulzwiese, wo der Wanderweg zum Vogelsangberg abzweigt. Hier befindet sich eine katholische geistliche Erholungsstätte, zugleich Veranstaltungszentrum der Schönstattbewegung.

## Geschichte

### Namensgebung
Bis ins 17. Jahrhundert war der heutige Kahlenberg unbewohnt. Ursprünglich hieß der Kahlenberg Sauberg oder Schweinsberg. Sein Name resultierte aus den zahlreichen Wildschweinen, die in den Eichenwäldern lebten. Ferdinand II. erwarb 1628 den Berg vom Stift Klosterneuburg und nannte ihn Josephsberg. Nachdem die von Leopold I. gestiftete Kapelle auf dem benachbarten Berg, der damals den Namen Kahlenberg trug, errichtet wurde und 1693 dem heiligen Leopold geweiht wurde, bekam dieser den Namen Leopoldsberg. Der Josephsberg wiederum erhielt nun den Namen Kahlenberg.

### Der Kahlenberg in der Neuzeit

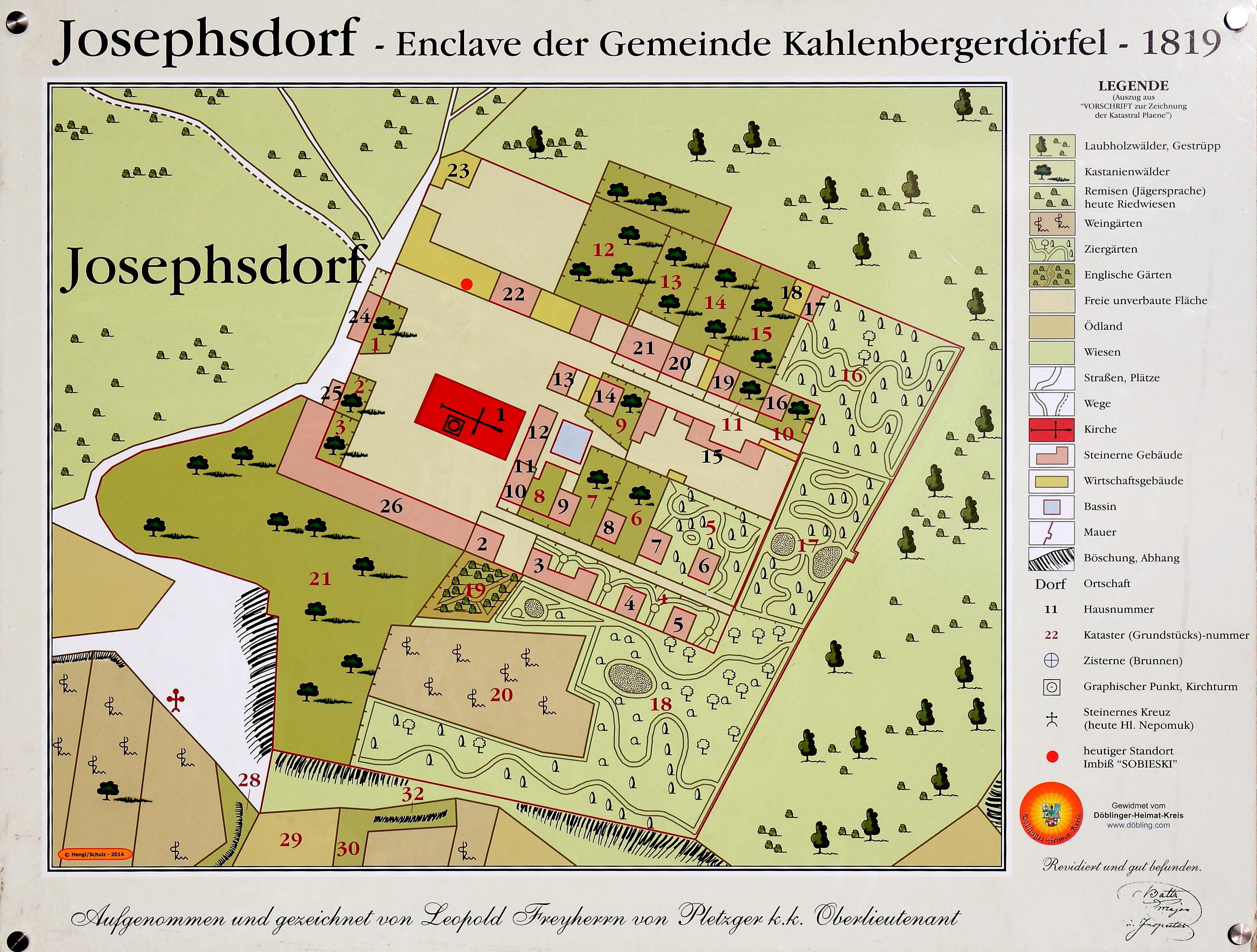
Die Siedlung Josefsdorf auf dem Kahlenberg (1819)

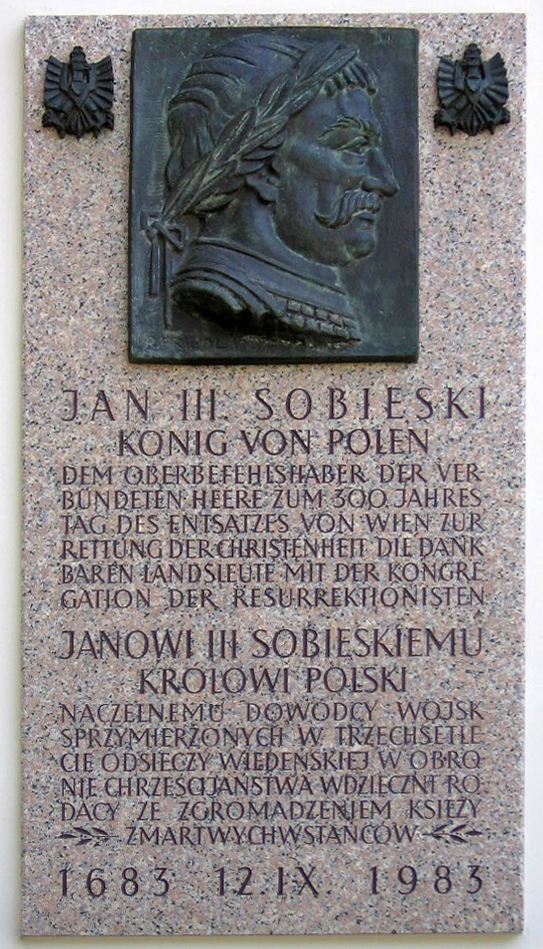
Gedenktafel an der Fassade der polnischen Kirche am Kahlenberg platziert

Ferdinand II. gab nach dem Erwerb des Berges die Erlaubnis zur Errichtung einer Eremitage für den Orden der Kamaldulenser. Um ihre Kapelle zum heiligen Joseph wurden einige Häuser erbaut, woraufhin der Ort Josefsdorf entstand. In der Schlacht am Kahlenberg begann der polnische König Jan III. Sobieski vom Kahlenberg aus den Kampf gegen die Wien belagernden Türken (siehe Zweite Türkenbelagerung).
Nach Schließung der Eremitage des Klosters am Kahlenberg durch Josef II. wurde das Gebiet Josefsdorf versteigert.
Nach zahlreichen Eigentümern, welche teilweise einzelne Häuschen der ehemaligen Eremitage verkauften, erwarb 1870 die Union-Baugesellschaft das Gebiet und errichtete die Kahlenbergbahn (Zahnradbahn) sowie im Bereich des bestehenden Restaurantgebäudes das Hotelrestaurant Kahlenberg. Dieses Gebäude wurde 1934 von Erich Boltenstern umgebaut. Nach Konkurs der Zahnradbahn wurde das Gebäude von der Kahlenberg AG (Tochtergesellschaft der Stadt Wien) erworben. Nach zahlreichen Nutzungen verschiedener Betreiber sollte es 1980 abgerissen werden. 1981 kaufte der ehemalige Großfleischhauer Albert Buschek das Gelände von der Stadt Wien und hauchte dem Kahlenberg „neues Leben“ ein. Nach seinem Konkurs wurde die Liegenschaft von Augustin Foit erworben. Der ehemalige Schlossermeister versuchte auf dem Areal des ehemaligen Hotels eine Privatklinik unter dem Titel „Vienna Medical Center“ zu errichten. Im Jahre 1998 musste das Projekt dann Konkurs anmelden. Aus der Konkursmasse der Errichtungsgesellschaft wurde die Liegenschaft 2004 an Leopold Wieninger verkauft, dieser ist auch der Errichter des Apartmenthauses.
Betreiber der Gastronomischen Betriebe am Kahlenberg (Restaurant, Heurigenlokal, Veranstaltungszentrum und Dachterrasse) war seit 1989 Martin Graninger, der auch bis 1993 das Hotel für Augustin Foit betrieben hat.

### „Des Dichters Heimat“
Franz Grillparzer, der trotz einiger Widrigkeiten im Vormärz, wie etwa der damaligen Zensur, nicht fortging und über seine Heimat einem Unbekannten etwa im Mai 1844 folgendes vielzitierte Epigramm ins Stammbuch schrieb, das in einem eigenhändigen Manuskript erhalten ist und postum veröffentlicht wurde:
Hast du vom Kahlenberg das Land dir rings beseh'n,
So wirst du was ich schrieb und was ich bin versteh'n.
Eine zweite Version aus derselben Zeit hat den Wortlaut:
Nur wer vom Kahlenberg das Land sich rings besehen,
Wird, was ich schrieb und wer ich bin, verstehen.
In anderen Quellen wird das Epigramm auf 1839 und auf 1841 datiert. Von der Tourismusindustrie wird Grillparzer manchmal eine verballhornte Kurzfassung in den Mund gelegt:
Nur wer am Kahlenberg war, hat Wien gesehen!

## Verkehr

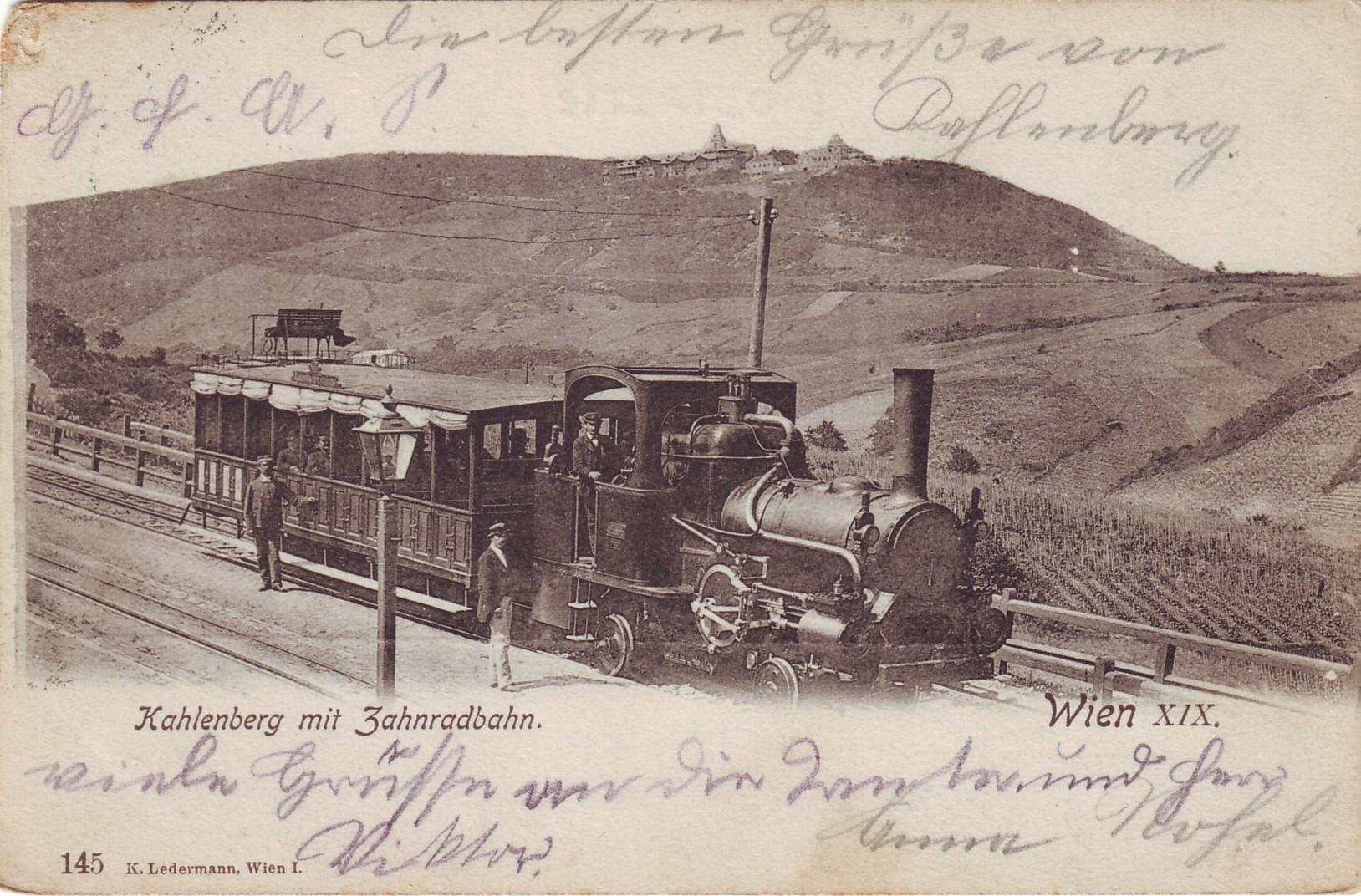
Zahnradbahn auf den Kahlenberg, Ansichtskarte 1905

Seit 1935 führt über den Kahlenberg die Höhenstraße (größtenteils Pflastersteine), die zu jeder Jahreszeit eine beliebte Ausflugsstraße ist. Im öffentlichen Verkehr ist der Kahlenberg mit der Autobuslinie 38A der Wiener Linien von der U-Bahn-Station Heiligenstadt der Linie U4 und von Grinzing (Straßenbahnlinie 38) aus erreichbar.
Bis 1920 führte auch die Kahlenbergbahn, die erste österreichische Dampf-Zahnradbahn, auf den Berg. Sie wurde anlässlich der Wiener Weltausstellung 1873 erbaut, jedoch erst 1874 eröffnet. Die Bahn überwand auf einer Länge von 5,5 km eine Höhe von 316 m. Ihr Ausgangsbahnhof befand sich in Nussdorf (Zahnradbahnstraße, heutige Endstation der Straßenbahnlinie D) und führte über die Stationen Grinzing und Krapfenwaldl zum 1872 eröffneten Kahlenberghotel. Am 21. September 1920 wurde die Bahn eingestellt.
Auf dem Kahlenberg befindet sich der östliche Endpunkt des Voralpen-Weitwanderwegs 04, der von hier auf zwei Routen nach Wilhelmsburg und von dort weiter nach Salzburg und Bregenz führt.
Seit einigen Jahren dient der Parkplatz des Kahlenbergs als Treffpunkt der Tuningszene, die Stadt versucht unter anderem durch das Aufstellen von 65 Betonleitwänden illegale Straßenrennen und das sogenannte Driften zu verhindern.
Die Genial Tourismus- und Projektentwicklung GmbH (GF Hannes Dejaco) betreibt die Erlebniswelt Kahlenberg mit Seilkletterpark und Bogenschießen. Die Besucher kommen großteils per Privatauto, was kilometerweites Parken verursacht. Seit 2013 wird die Errichtung einer Seilbahn als Zubringer ab U6-Station Neue Donau diskutiert. 2016 suchte Dejaco um eine Seilbahnkonzession an. 2020 legte er Beschwerde gegen die Absage durch das Verkehrsministerium ein. Im März 2022 erhielt er via Bundesverwaltungsgericht die Konzession für 50 Jahre. Mit Stand März 2023 plant Dejaco eine Einseilumlaufbahn ab U4-Station Heiligenstadt, mit insgesamt 4 Stationen, 23 Stützen, 115 kleinen Gondeln, 1800 Personen/h Transportkapazität. 70 Millionen € Projektkosten sollen private Investoren aufbringen, Bauzeit wäre 10 Monate. Von Stadt Wien, Klimaschutzministerium und naturschutzrechtlich stehen Bewilligungen noch aus.

## Panoramablick

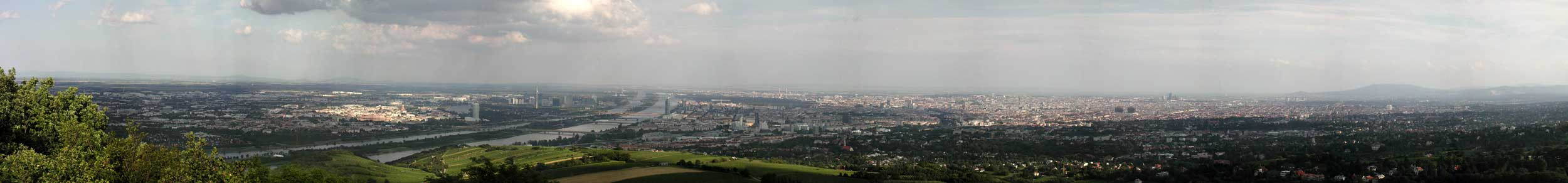
Blick vom Kahlenberg auf Wien, 120° Panoramafoto